# Trichorondibilis laosica
Trichorondibilis laosica är en skalbaggsart som beskrevs av Stefan von Breuning 1965. Trichorondibilis laosica ingår i släktet Trichorondibilis och familjen långhorningar.
Artens utbredningsområde är Laos. Inga underarter finns listade i Catalogue of Life.